# Cercavores pintat
El cercavores pintat (Prunella strophiata) és un ocell de la família dels prunèl·lids (Prunellidae). El seu estat de conservació es considera de risc mínim.

## Hàbitat i distribució
Habita boscos zones amb arbusts als Himàlaies, d'Afganistan i Pakistan, cap a l'est fins al nord de Pakistan, nord de l'Índia des de Caixmir cap a l'est fins Arunachal Pradesh, sud-est del Tibet, centre i sud-oest de la Xina i nord-est de Myanmar.